# Križevska vas, Metlika
Križevska vas je naselje v Občini Metlika.